# نيانتيك (إلينوي)
نيانتيك (بالإنجليزية: Niantic)‏ هي منطقة سكنية تقع في الولايات المتحدة في إلينوي. يقدر عدد سكانها بـ 707 نسمة .

## الموقع الجغرافي
الموقع الجغرافي للمناطق المحيطة بهذه النقطة هو كالتالي:

## معرض صور

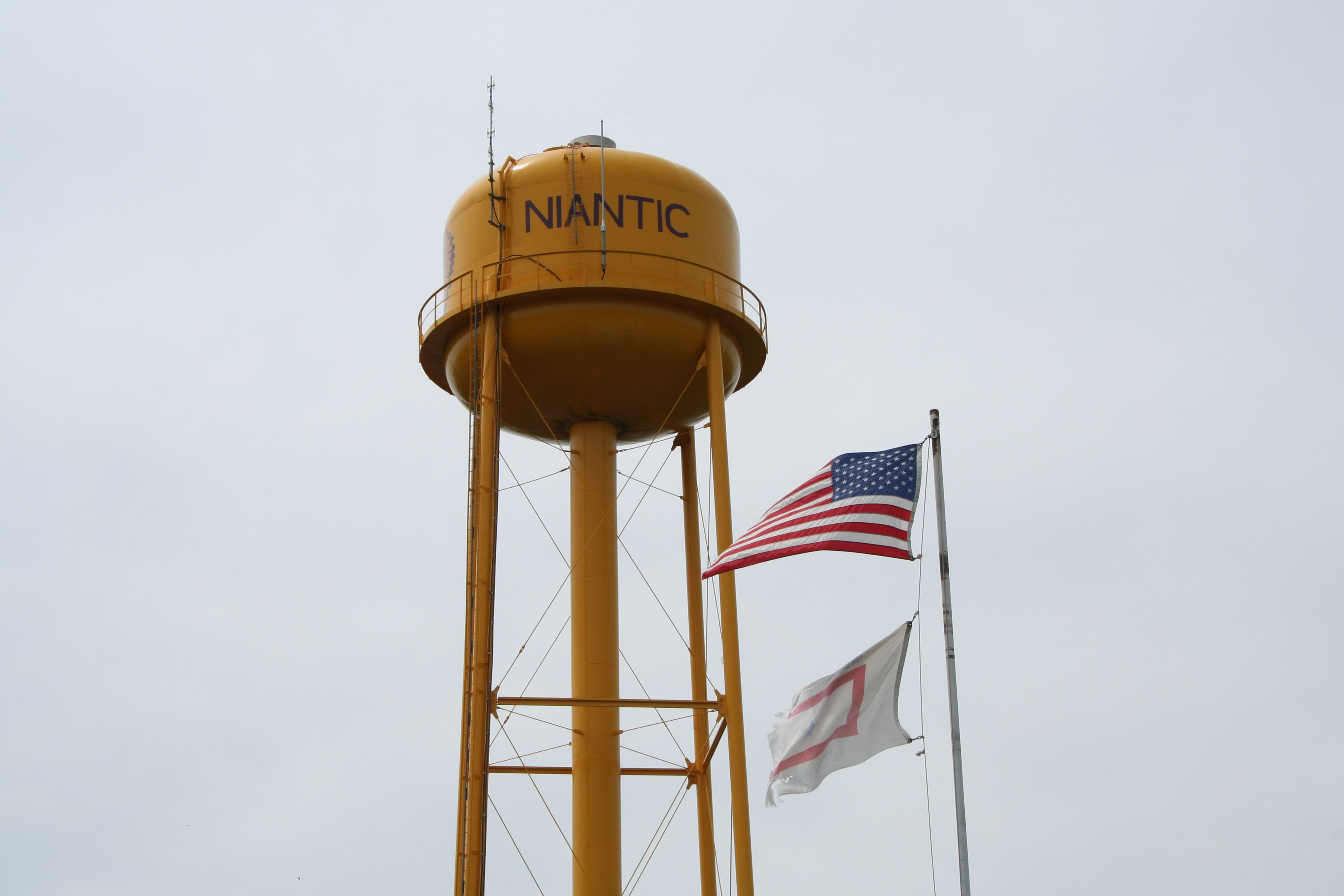
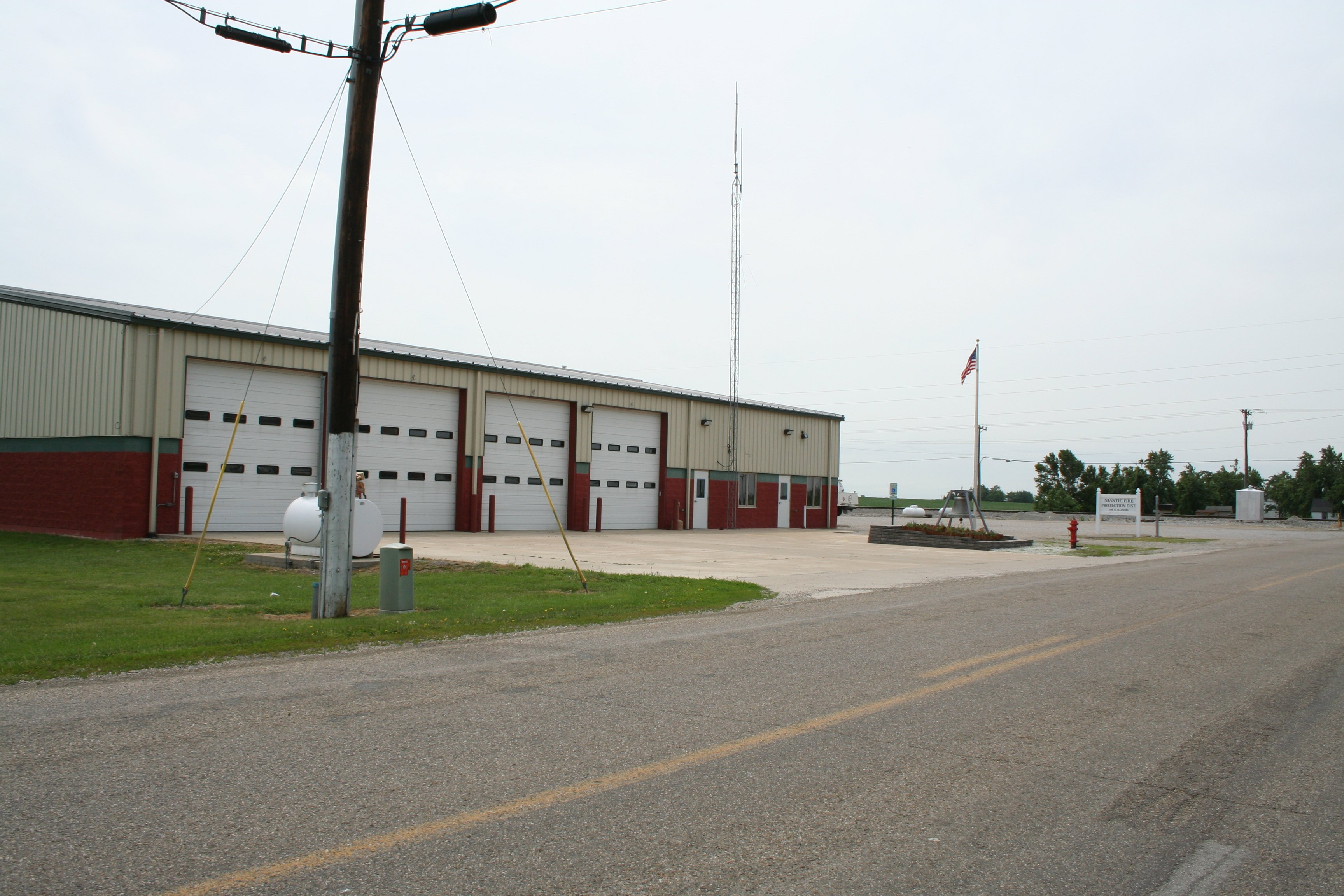
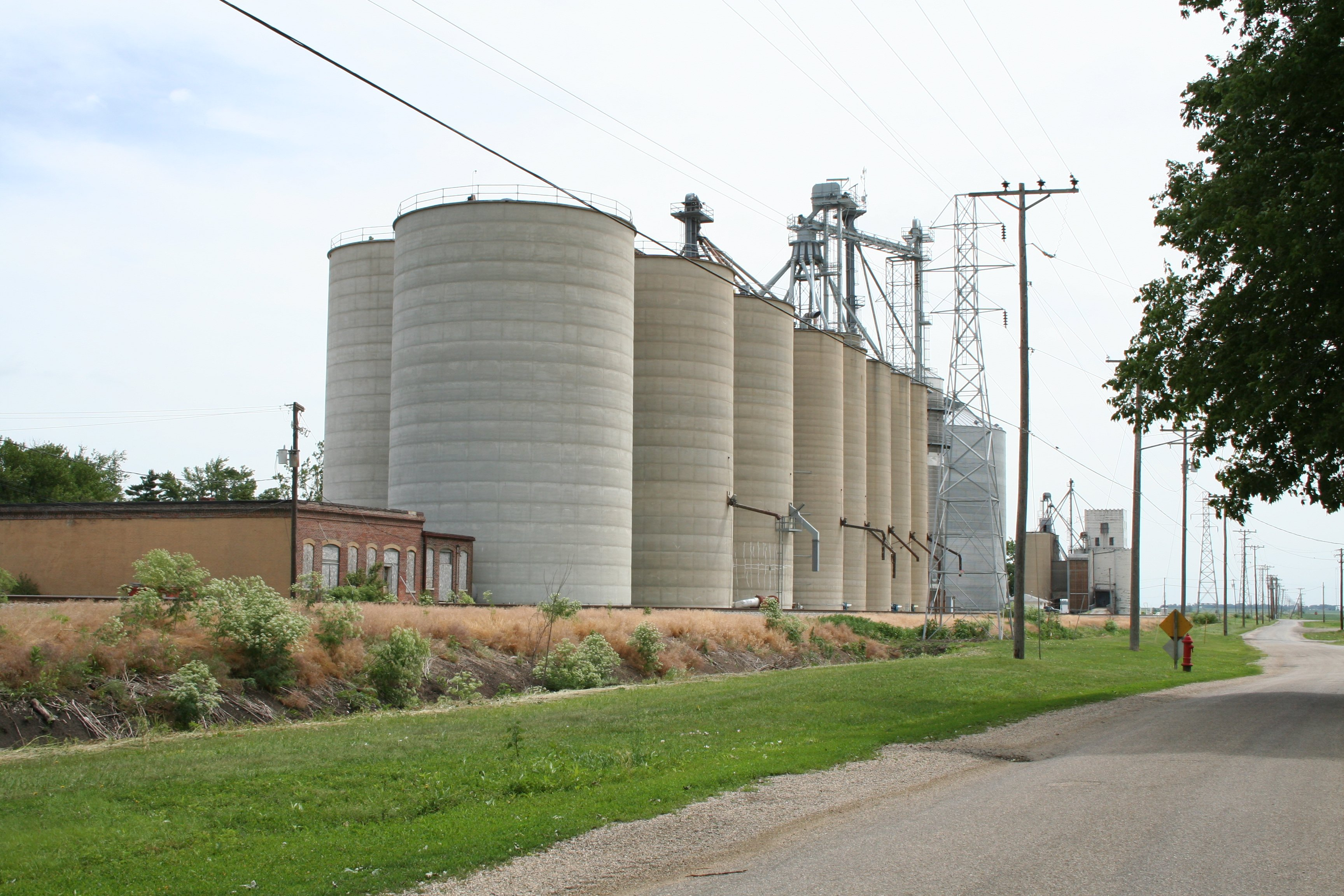
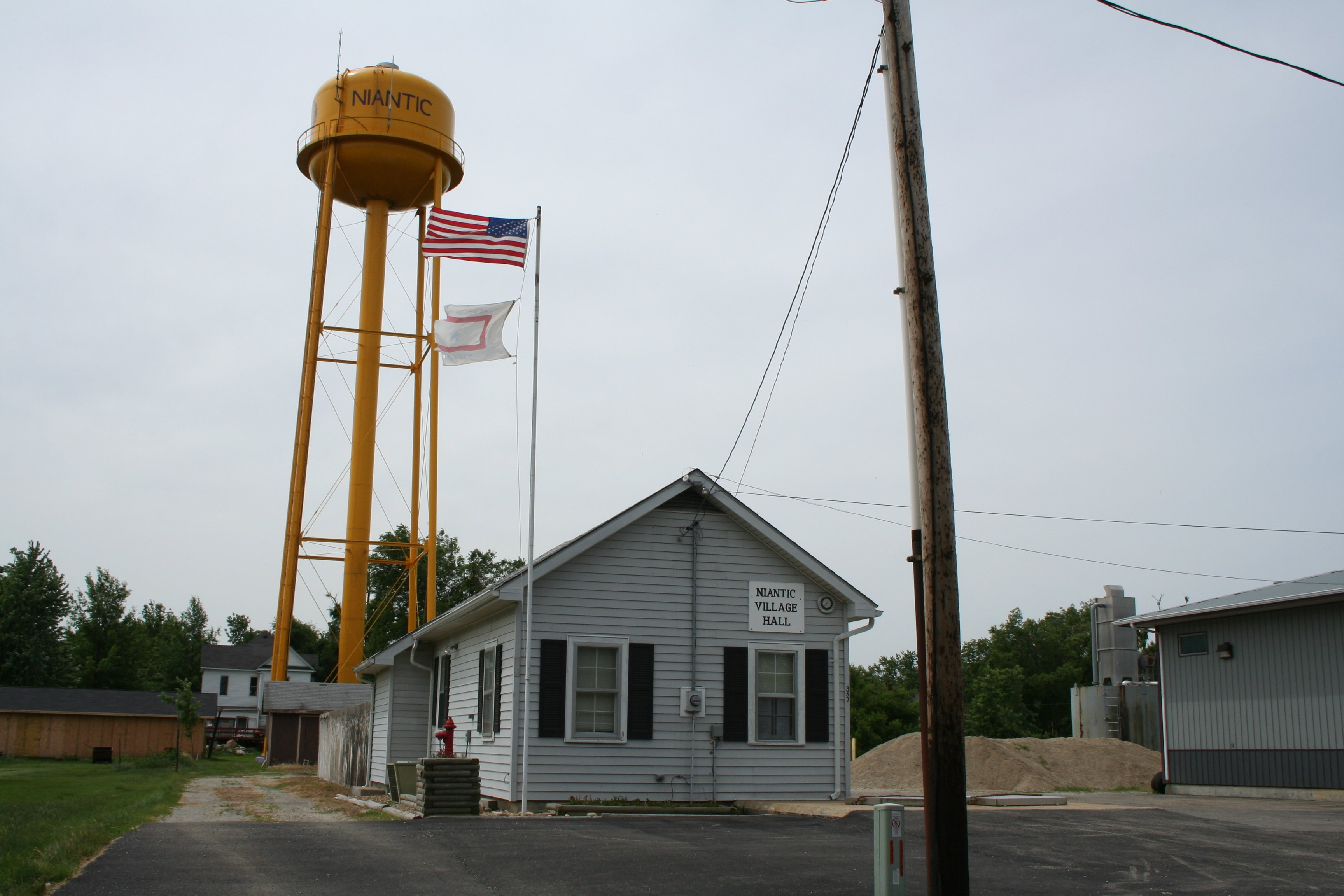

## أعلام
- أرت فيلان